# Michał Bujwid
Michał Bujwid (ur. 1897 w Wilnie, zm. 20 stycznia 1944) – oficer lekarz Wojska Polskiego II RP, podpułkownik Polskich Sił Zbrojnych na Zachodzie.

## Życiorys
Urodził się 22 lub 24 stycznia bądź 4 lutego 1897 w Wilnie jako syn Władysława.
Po zakończeniu I wojny światowej i odzyskaniu przez Polskę niepodległości został przyjęty do Wojska Polskiego. Został awansowany do stopnia porucznika podlekarza w korpusie oficerów zawodowych sanitarnych ze starszeństwem z 1 czerwca 1921. W 1923, 1924 jako oficer 3 Batalionu Sanitarnego został odkomenderowany na studia na Wydziale Lekarskim Uniwersytetu Jana Kazimierza we Lwowie (wcześniej jako oficer nadetatowy przydzielony do 76 Pułku Piechoty w Grodnie pełnił tam stanowisko młodszego lekarza pułku). Ukończył studia medyczne, uzyskał stopień naukowy doktora i został zweryfikowany w stopniu porucznika lekarza w korpusie oficerów sanitarnych ze starszeństwem z 1 czerwca 1921. W 1928 służył w szpitalu Obszaru Warownego Wilno. Został awansowany na stopień kapitana lekarza ze starszeństwem z 1 stycznia 1930. W latach 30. był lekarzem w Wojskowym Sanatorium im. Marszałka Józef Piłsudskiego w Zakopanem. Ordynował tamże jako specjalista chorób wenerycznych i dziecięcych.
Podczas II wojny światowej był podpułkownikiem lekarzem Armii Polskiej na Wschodzie. Zmarł 20 stycznia 1944. Został pochowany na Brytyjskim Cmentarzu Wojennym w Ramleh.

## Ordery i odznaczenia
- Krzyż Niepodległości (6 czerwca 1931)[14]
- Złoty Krzyż Zasługi (19 marca 1937)[15]
- Order Estońskiego Czerwonego Krzyża II klasy (Estonia, zezwolenie w 1933)[16]